# De natura rerum (Beda Venerabilis)
De natura rerum ist eine naturwissenschaftliche Schrift, die Beda Venerabilis Anfang des 8. Jahrhunderts in lateinischer Sprache erstellte. Es werden Teilbereiche der Kosmologie (die Erde und die Himmelskörper) und der Meteorologica im Sinne des Aristoteles behandelt.

## Inhalt
Den Anfang des Werkes bilden zwei Kapitel mit einer sprachlich überhöhten Schilderung des vierfältigen Werkes Gottes und einer Darstellung der Genesis gemäß der Bibel. Mit dieser Einleitungssequenz stellt der Autor die Inhalte der christlichen Lehre über das folgende vorchristliche Wissen und erreicht so eine theosophische Legitimation des ganzen Werkes.
Die folgenden 49 Kapitel folgen weitgehend den Kapiteln 8 bis 46 der Schrift De natura rerum von Isidor von Sevilla. Kapitel 3 bis 24 behandeln den Komplex Erde und Himmelskörper, die restlichen bilden eine Meteorologica.

### Erde und Himmelskörper
Es werden Themen behandelt wie die Beschaffenheit und Gestalt von Himmel und Erde, der Zodiak, die Planeten, Größe von Sonne und Mond, Ursache von Sonnen- und Mondfinsternis. Beda Venerabilis folgt den Ausführungen bei Isidor von Sevilla und ergänzt im Bedarfsfall mit Exzerpten bei Plinius. So greift er in Kapitel 14 Von den Apsiden der Planeten auf Plinius Naturalis Historia, II, 63–64 zurück, um den verwirrenden Lauf der Planeten zu beschreiben. In Kapitel 20 findet sich ein Beleg dafür, dass Beda Venerabilis selbst den Himmel beobachtet hat:
Nouissimam uero primamque lunam ... nullo alio in signo Ariete conspici
Im Fühling habe ich das Neulicht des Mondes nur im Zeichen des Widders gesehen.

### Meteorologica
Der zweite Teil ist eine Meteorologica im Sinne des Aristoteles, eine Darstellung der Geschehnisse in dem der „Gestirnsphäre benachbarten Raum“ und Vorgänge auf der Erde. Behandelt werden Blitz, Donner, Regenbogen, Erdbeben, die Gezeiten und vieles mehr. Durch die Hinzuziehung der Exzerpte aus der Naturalis historia wird Isidor von Sevilla an wissenschaftlichem Gewicht übertroffen. In Kapitel 39 Über die Gezeiten z. B. schildert Beda Venerabilis die Auswirkungen des Mondes auf den Verlauf von Ebbe und Flut exakt, während Isidor von Sevilla den Mond nur im Ungefähren zusammen mit anderen Begründungen nennt.

## Weiterwirken und Überlieferung
Das Buch erreichte im Mittelalter ein hohes Ansehen, wurde über den ganzen Kontinent verbreitet und erst in der Zeit der Hochscholastik aus seiner führenden Stellung verdrängt. Dies wird auch durch die über 130 Handschriften, die überliefert sind, belegt. 1563 erschien bei Hervagius in Basel die erste gedruckte Fassung, 1612 und 1688 Editionen in Köln, 1843 eine Edition durch Giles in London, und 1850 nahm Jacques Paul Migne das Werk in seine Patrologia Latina auf.

## Textausgabe
- Ch. W. Jones: Bedae Venerabilis Opera, Turnholt, Brepols 1975